# Opération Varsity
Vous lisez un « bon article » labellisé en 2012.
Seconde Guerre mondiale
Batailles
Front d'Europe de l'Ouest
- Campagnes du Danemark et de Norvège
- Bataille de France
- Bataille de Belgique
- Bataille des Pays-Bas
- Bataille d'Angleterre
- Blitz
- Opération Myrmidon
- Opération Ambassador
- Raid de Dieppe
- Sabordage de la flotte française à Toulon
- Bataille aérienne de Berlin
- Bataille de Normandie
- Débarquement de Provence
- Libération de la France
- Campagne de la ligne Siegfried
- Bataille du Benelux
- Poche de Breskens
- Bataille des Vosges (Bruyères)
- Bataille des Ardennes
- Bataille de Saint-Vith
- Siège de Bastogne
- Opération Bodenplatte
- Opération Nordwind
- Campagne de Lorraine
- Bataille d'Alsace (Forêt de la Hardt, Poche de Colmar Jebsheim)
- Campagne d'Allemagne
- Raid de Granville
- Libération d'Arnhem
- Bataille de Groningue
- Insurrection géorgienne du Texel
- Bataille de Slivice
- Capitulation allemande

Front d’Europe de l’Est

Campagnes d'Afrique, du Moyen-Orient et de Méditerranée

Bataille de l’Atlantique

Guerre du Pacifique

Guerre sino-japonaise

Théâtre américain
L'opération Varsity est une opération conjointe britanno-canado-américaine aéroportée qui eut lieu en mars 1945, vers la fin de la Seconde Guerre mondiale. Impliquant plus de 16 000 parachutistes et plusieurs milliers d'avions, il s'agit de la plus grande opération aéroportée de l'Histoire à être conduite en un seul jour et à un même endroit.
Elle se situait dans le cadre de l'opération Plunder, tentative du 21e Groupe d'armées britannique, sous le commandement du Field Marshal Bernard Montgomery, de traverser le Rhin et, à partir de là, de pénétrer le Nord de l'Allemagne. L'opération Varsity visait à aider le 21e Groupe d'armées à sécuriser ses positions au-delà du fleuve, dans l'Ouest de l'Allemagne, en lâchant deux divisions aéroportées sur la rive orientale du Rhin, près des villes de Hamminkeln et Wesel.
Les plans prévoyaient le parachutage de deux divisions aéroportées et de planeurs derrière les lignes allemandes, près de Wesel. Issus du XVIIIe corps aéroporté américain rattaché à la 1re armée aéroportée alliée, les soldats avaient reçu l'instruction de prendre des territoires stratégiques et, plus généralement, de créer une diversion pour les défenses allemandes afin de permettre une avancée des troupes alliées.
La 6e division aéroportée britannique avait elle reçu l'ordre de prendre les villages de Schnappenberg et de Hamminkeln, de forcer le retrait des troupes allemandes d'une partie de la forêt Diersfordt et de sécuriser trois ponts sur l'IJssel. La 17e division aéroportée américaine devait capturer la commune de Diersfordt et vider le reste de la forêt de Diersfordt des troupes allemandes. Les deux divisions tiendraient ensuite le territoire jusqu'à ce qu'elles soient relayées par les unités du 21e groupe d'armées et qu'elles rejoignent l'avancée générale dans le Nord de l'Allemagne.
Les forces aéroportées commirent plusieurs erreurs, la plus remarquable étant une erreur de pilotage qui conduisit le 513e régiment d'infanterie parachutée américain à rater sa zone d'atterrissage pour atterrir en zone britannique. L'opération fut néanmoins couronnée de succès, les deux divisions ayant pris possession des ponts sur le Rhin, en plus de sécuriser des villages qui auraient pu être utilisés par les troupes allemandes pour retarder l'avancée au sol des forces britanniques. L'opération fut la dernière opération alliée aéroportée à grande échelle de la Seconde Guerre mondiale.

## Contexte

La disposition des forces alliées en Europe occidentale en mars 1945

En mars 1945, les armées alliées avaient avancé en territoire allemand et rejoint le Rhin. Ce dernier constituait un formidable obstacle naturel pour l'avancée alliée, mais une brèche allait permettre aux Alliés d'accéder à la plaine du Nord de l'Allemagne et, ultimement, d'avancer sur Berlin et les autres grandes villes d'Allemagne septentrionale. Suivant l'« approche du grand front » (Broad Front Approach) conçue par le général Dwight D. Eisenhower, la Supreme Headquarters Allied Expeditionary Force décida de tenter de créer une brèche dans plusieurs zones du Rhin. Le field marshal Bernard Montgomery, commandant le 21e groupe d'armées britannique, avait établi un plan intitulé « opération Plunder » qui permettrait aux forces placées sous son commandement de percer une brèche sur le Rhin, laquelle a subséquemment été autorisée par Eisenhower. L'opération Plunder prévoyait que la seconde armée britannique, sous le commandement du lieutenant-général Miles Dempsey et la Neuvième armée américaine, sous le commandement du lieutenant-général William Hood Simpson, traversent le Rhin à Rees, à Wesel et dans une zone au sud du canal de la Lippe.
Afin de s'assurer du succès de l'opération, Montgomery insistait pour qu'une composante aéroportée soit insérée dans les plans de l'opération, afin d'appuyer les assauts ambitieux qui allaient se dérouler ; on donna à cette portion le nom de code d'opération Varsity. Trois divisions aéroportées furent initialement choisies pour participer à l'opération : la 6e division aéroportée britannique, ainsi que les 13e et 17e divisions aéroportées américaines, toutes trois rattachées au XVIIIe corps aéroporté américain. L'une de ces formations aéroportées, la 6e division aéroportée britannique, était une division aguerrie ; elle avait pris part au débarquement de Normandie l'année précédente. Toutefois, la 17e division aéroportée américaine n'avait été constituée qu'en avril 1943 et était arrivée au Royaume-Uni en août 1944, trop tard pour participer à l'opération Overlord. La division avait aussi été absente de l'opération Market Garden et n'avait pris part aux combats que lors de la bataille des Ardennes ; il s'agissait donc d'une formation relativement inexpérimentée, qui n'avait jamais pris part à un combat parachuté. La 13e division aéroportée avait pour sa part été constituée en août 1943 et transférée en France en janvier 1945 ; la formation elle-même n'avait jamais participé au combat, bien que l'un de ses régiments, le 517e régiment d'infanterie parachutée ait combattu lors du débarquement en Italie, de celui de Provence et lors de la bataille des Ardennes.

## Prélude

### Préparation des Alliés
L'opération Varsity avait donc été planifiée avec ces trois divisions. Il était prévu qu'elles soient toutes trois parachutées derrière les lignes allemandes, en appui au 21e groupe d'armées, alors qu'il conduisait son ambitieux assaut sur le Rhin. Toutefois, au cours des premiers stades de la préparation, il était clairement apparu que la 13e division aéroportée serait incapable de participer à l'opération, puisqu'il n'y avait pas suffisamment d'avions de transport de combat pour transporter efficacement les trois divisions. Le plan de l'opération a donc dû être modifié pour tenir compte des deux divisions aéroportées restantes, la 6e division aéroportée britannique et la 17e division aéroportée américaine. Ces deux divisions seraient parachutées derrière les lignes allemandes, avec pour objectif d'atterrir près de Wesel et de distraire les défenses ennemies afin d'aider l'avancée de la 2e Armée britannique vers Wesel :

« Afin de distraire la défense hostile du Rhin dans le secteur de Wesel par une attaque aéroportée, en vue [...] de faciliter les opérations à venir de la SECONDE ARMÉE. »

— Ordres opérationnels pour les 6e et 17e Divisions aéroportées
Afin d'atteindre cet objectif, les deux divisions seraient lâchées près du village d'Hamminkeln et se verraient confier une série d'objectifs : prendre possession du Diersfordter Wald, une forêt surplombant le Rhin, incluant une route qui reliait plusieurs villes ; prendre plusieurs ponts sur un plus petit cours d'eau, le Vieil Yssel, afin de faciliter l'avancée ; et la prise du village d'Hamminkeln. Une fois ces objectifs atteints, les troupes aéroportées consolideraient leurs positions et attendraient l'arrivée des forces de l'armée de terre alliée pour défendre le territoire ainsi pris aux forces allemandes dans ce secteur.
L'opération Varsity serait la plus grande opération aéroportée conduite durant le conflit ; de façon encore plus significative, elle contredirait la stratégie aéroportée précédente, en ce qu'elle prévoyait de lâcher les troupes après le débarquement amphibie initial, afin de minimiser les risques que les troupes avaient rencontrés au cours de leur expérience de l'opération Market Garden. Contrairement à ce qui fut le cas lors de cette dernière, les forces aéroportées seraient lâchées à une distance relativement faible derrière les lignes allemandes, faisant ainsi en sorte que les renforts constitués des forces de l'armée de terre alliée soient en mesure de se relier en peu de temps : cela permettait d'éviter de risquer le même genre de désastre que celui qui avait entraîné la défaite de la 1re division aéroportée britannique lorsqu'elle avait été isolée et pratiquement anéantie par l'infanterie et les blindés allemands à Arnhem. Il fut également convenu par le commandant de la 1re armée aéroportée alliée, le général Lewis Brereton, qui commandait les forces aéroportées alliées, incluant le XVIIIe Corps aéroporté américain, que les deux divisions aéroportées participant à l'opération Varsity seraient lâchées simultanément en un seul « décollage », plutôt que d'être lâchées à plusieurs heures d'intervalle, ce qui permettrait de répondre à ce qui avait aussi constitué un problème lors de l'opération Market Garden. Le parachutage du matériel pour les forces aéroportées serait aussi effectué le plus tôt possible pour s'assurer d'un approvisionnement adéquat pour les troupes au cours du combat.

### La préparation de l'Axe
À cette époque du conflit, le nombre de divisions allemandes restantes sur le front occidental déclinait rapidement, tant quantitativement que qualitativement, ce qui favorisait les Alliés. Dans la nuit du 23 mars, Montgomery avait sous son commandement l'équivalent de plus de trente divisions, alors que les Allemands n'en avaient qu'une dizaine, toutes affaiblies par des combats constants. La meilleure formation allemande qui ferait face aux troupes aéroportées alliées était la 1re armée parachutiste allemande, bien que cette dernière ait été affaiblie par les pertes subies lors de batailles précédentes, particulièrement dans le cadre d'un engagement contre les forces alliées lors de la bataille de Reichswald en février. La première armée parachutiste disposait de trois corps stationnés le long du fleuve : le 2e corps de parachutistes au nord, le 86e corps d'armée et le 63e corps d'armée au sud. De ces trois formations, le 2e et le 86e partageaient la ligne qui traversait la zone d'atterrissage proposée pour les divisions aéroportées alliées, la 7e parachutiste et la 84e division d'infanterie feraient ainsi face à l'assaut aéroporté. Après leur retraite sur le Rhin, les deux divisions étaient affaiblies et ne comptaient pas plus de 4 000 hommes chacune, avec la 84e division d'infanterie appuyée par environ 50 pièces d'artillerie moyennes.
Les sept divisions qui formaient la 1re armée parachutiste manquaient d'hommes et de munitions et, bien que les fermes et les villages aient été bien préparés pour assurer leur défense, il y avait peu de réserves mobiles, faisant en sorte que les défenseurs avaient peu de marge pour concentrer leurs forces contre la tête de pont alliée lorsque l'assaut commença. Les réserves mobiles que les Allemands possédaient consistaient en environ 150 véhicules blindés de combat, sous le commandement de la 1re armée parachutiste, la majorité d'entre eux appartenant au 47e corps de blindés. Les services de renseignement alliés croyaient que le 47e corps de blindés était formé de deux divisions : la 116e division Panzer disposait de jusqu'à 70 chars et la 15e division de Panzergrenadiers de 20 à 30 canons d'assaut. Les services de renseignement évoquèrent aussi la possibilité qu'un bataillon lourd anti-char soit stationné dans le secteur. De plus, les Allemands possédaient un grand nombre d'armes anti-aériennes ; le 17 mars, les services de renseignement alliés estimaient que les Allemands avaient en leur possession 153 armes antiaériennes légères et 103 lourdes, chiffre révisé de façon draconienne une semaine plus tard à 712 canons antiaériens légers et 103 lourds. La situation dans laquelle se trouvait la défense allemande et sa capacité à contrer un assaut efficacement se détériora lorsque les Alliés lancèrent une attaque aérienne à grande échelle avant l'opération Varsity. Plus de 10 000 avions alliés y prirent part, se concentrant sur les pistes d'aviation de la Luftwaffe et sur le système de transport allemand. La défense allemande était aussi affaiblie par l'absence d'informations fiables quant au lieu d'où serait lancé l'assaut. Bien que les forces allemandes postées le long du Rhin aient été averties de la possibilité d'une attaque aéroportée alliée, ce n'est que lorsque le génie britannique commença à mettre en œuvre les fumigènes devant Emmerich et à créer un vaste écran de fumée que les Allemands surent que l'assaut était imminent.

## La bataille

Carte des zones prévues de parachutage pour l'opération Varsity.

L’opération Plunder commença le 23 mars à 21 heures. Dès les premières heures de la matinée du 24, les unités terrestres alliées avaient sécurisé une série de traversées sur la rive orientale du Rhin. Dans les premières heures de la journée, les avions de transport chargés des deux divisions aéroportées qui composaient l'opération Varsity décollèrent de leurs bases aériennes en Angleterre et en France et se rencontrèrent à leur point de rendez-vous, au-dessus de Bruxelles, avant de se diriger au nord-est pour les zones de parachutage du Rhin. L'escadron comprenait 541 avions de transport des troupes aéroportées, en plus de 1 050 transporteurs de troupes et de 1 350 planeurs. La 17e division aéroportée était formée de 9 387 membres, à bord de 836 transports C-47 Skytrain, de transports C-46 Commando et de plus de 900 planeurs Waco CG-4 A. La 6e division aéroportée était quant à elle formée de 7 200 membres, transportés à bord de 42 avions de transport Douglas C-54 et de 752 avions de transports Dakota C-47, de même que de 420 planeurs Airspeed Horsa et General Aircraft Hamilcar,. Cette immense armada s'étendait sur plus de 322 km dans le ciel et mettait 2 heures et 37 minutes à passer au-dessus d'un point donné. Elle était protégée par quelque 2 153 avions de combat de la 9e Air Force américaine et par la Royal Air Force. À 10 heures, les troupes aéroportées britanniques et américaines appartenant à la 6e et à la 17e divisions aéroportées amorcèrent le parachutage en sol allemand, quelque 13 heures après le début de l'assaut allié au sol.

### La6edivisionaéroportée
La première unité aéroportée à atterrir fut la 3e brigade parachutée, sous le commandement du général de brigade James Hill. La brigade procéda au parachutage neuf minutes avant l'heure prévue, mais atterrit avec succès dans la zone A, devant affronter des armes de petit calibre et le feu antiaérien des 20 mm. La brigade subit un certain nombre de pertes en affrontant les forces allemandes dans le Diersfordter Wald, mais à 11 heures, la zone était pratiquement vidée des forces ennemies et tous les bataillons de la brigade étaient en formation. La commune stratégique de Schnappenberg fut prise par le 9e bataillon parachutiste, conjointement avec le 1er bataillon parachutiste canadien, ce dernier ayant perdu son officier de commandement sous le feu des armes allemandes de petit calibre quelques minutes seulement après l'atterrissage. Malgré les pertes subies, la brigade parvint à dégager la zone des troupes allemandes, et à 13 h 45, le général Hill put confirmer au rapport que la brigade avait sécurisé tous ses objectifs. Le caporal canadien Frederick George Thopham, une ordonnance médicale, se vit attribuer la Croix de Victoria pour ses efforts en vue de récupérer les blessés et de les amener au poste de soins, malgré ses propres blessures et le grand danger qu'il courait.
La 5e brigade parachutiste atterrit ensuite, sous le commandement du général de brigade Nigel Poett. La brigade devait atterrir dans la zone B, ce qu'elle fit, bien que moins précisément que la 3e brigade parachutiste en raison de la faible visibilité autour de la zone d'atterrissage, qui rendit aussi plus difficile le rassemblement des troupes. La zone tomba sous le feu soutenu des troupes allemandes stationnées aux alentours, et les tirs d'obus et de mortiers causèrent des pertes aux points de rendez-vous du bataillon. Toutefois, le 7e bataillon parachutiste eut tôt fait de dégager la zone d'atterrissage des troupes allemandes, notamment celles qui étaient dans des fermes et des maisons, et les 12e et 13e bataillons parachutistes sécurisèrent rapidement les autres objectifs de la brigade. La brigade reçut ensuite l'ordre de se déplacer vers l'est et de dégager la zone près de Schnappenberg, ainsi que d'engager la bataille avec les forces allemandes rassemblées à l'ouest de la maison de ferme où les quartiers généraux de la 6e division aéroportée avaient été établis. À 15 h 30, le général Poett fit son rapport, indiquant que tous ses objectifs avaient été sécurisés et que les liens avaient été établis avec les autres unités aéroportées britanniques.
Enfin, la 6e Airlanding Brigade, troisième unité de la 6e division aéroportée , sous le commandement du général de brigade R. H. Bellamyavait la tâche d'atterrir en groupes de la taille d'une compagnie et de prendre plusieurs objectifs, dont la commune d'Hamminkeln. Les planeurs transportant les troupes aéroportées atterrirent dans les zones P, O, U et R sous un feu soutenu des batteries antiaériennes, l'atterrissage étant rendu plus difficile en raison de la présence de brume et de fumée. Plusieurs pilotes de planeurs ne purent reconnaître leur zone d'atterrissage et se trompèrent de position ; d'autres s'écrasèrent en dehors des zones prévues. Toutefois, la majorité des planeurs survécut, ce qui permit aux bataillons de la brigade de sécuriser leurs objectifs, trois ponts sur l'IJssel pris intacts, ainsi que la commune d'Hamminkeln, avec l'aide du 513e régiment d'infanterie américain parachuté,lâché à proximité par erreur. La brigade sécurisa tous ses objectifs peu après avoir pris Hamminkeln.

### La17edivisionaéroportée
Le 507e régiment d'infanterie parachutiste, sous le commandement du colonel Edson Raff, fut la première formation d'assaut pour la 17e division aéroportée et fut par conséquent la première unité aéroportée américaine à atterrir dans le cadre de l'opération Varsity. Le régiment entier devait être lâché dans la zone d'atterrissage W, une clairière située 3 kilomètres au nord de Wesel . Toutefois, un brouillard au sol excessif entraîna une confusion chez les pilotes des avions de transport, de    sorte que le régiment atterrit en deux parties séparées. Le colonel Raff et environ 690 membres de la troupe atterrirent au nord-ouest de la zone, près de la commune de Diersfordt, alors que le reste du régiment réussit son atterrissage dans la zone W. Le colonel rassembla ses troupes et les conduisit à la zone d'atterrissage W, livrant en chemin bataille à une batterie d'artillerie allemande, tuant ou capturant les équipes d'artillerie, avant de rejoindre le reste du régiment. À 14 heures, le 507e avait sécurisé l'ensemble de ses objectifs et dégagé la zone entourant Diersfordt, après avoir combattu plusieurs troupes allemandes et détruit un char allemand. Les actes du régiment lors de l'atterrissage lui valurent sa deuxième Medal of Honor, lorsque le soldat George J. Peters reçut la récompense à titre posthume pour avoir pris d'assaut un nid de mitrailleuse allemand et l'avoir éliminé au tir de fusil et à l'aide de grenades, permettant aux autres membres de sa troupe de rassembler l'équipement et de capturer le premier objectif du régiment.

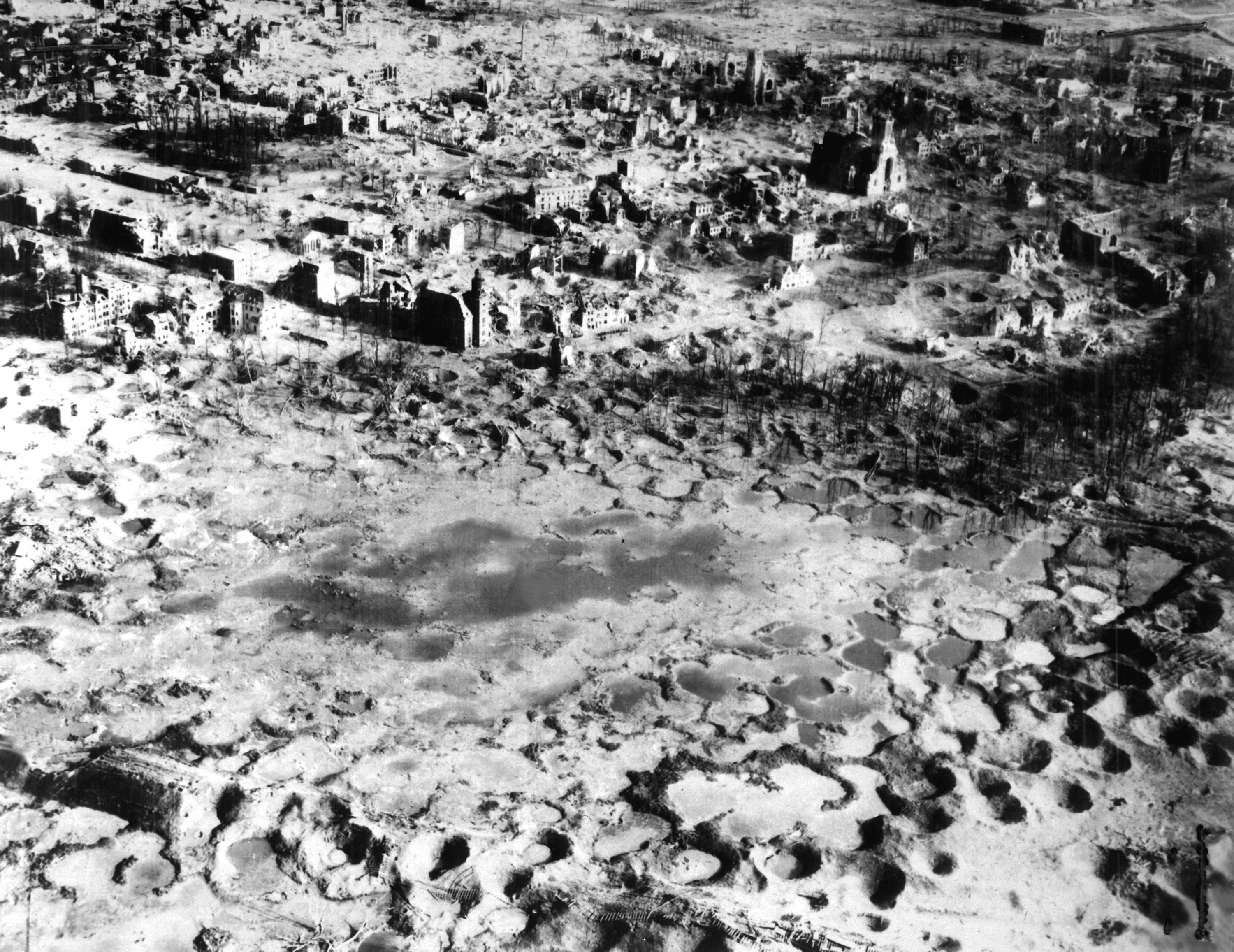
La ville de Wesel, en ruines après le bombardement allié.

Le 513e régiment d'infanterie parachutiste fut la seconde unité aéroportée américaine à atterrir, après le 507e, sous le commandement du colonel James Coutts. En chemin vers la zone d'atterrissage, les avions qui transportaient le 513e eurent la malchance de survoler un barrage antiaérien allemande, perdant 22 des avions de transport C-46 et en endommageant 38 de plus. Tout comme le 507e, il souffrit d'une erreur de pilotage en raison du brouillard au sol, manqua aussi sa zone d'atterrissage, la zone D, et fut lâché sur l'une des zones qui avaient été désignées pour la 6e Airlanding brigade britannique. Malgré cette imprécision, le régiment se regroupa rapidement et aida les troupes des planeurs britanniques qui atterrissaient simultanément en éliminant les nombreuses batteries d'artillerie allemandes qui couvraient la zone. Une fois les troupes allemandes de la zone éliminées, une force combinée composée des troupes aéroportées américaines et britanniques s'empara de Hamminkeln et sécurisa la commune. À 14 heures, le colonel Coutts fit son rapport aux quartiers généraux de la division en indiquant que le 513e avait sécurisé tous ses objectifs et avait détruit deux chars et deux régiments d'artillerie complets durant l'assaut. Au cours de ses tentatives de sécuriser ses objectifs, le régiment gagna aussi une troisième Medal of Honor pour la division quand le soldat de première classe Stuart S. Stryker reçut, à titre posthume, la récompense, après avoir conduit la charge contre un nid de mitrailleuses allemand, créant une diversion qui permit au reste de son peloton de capturer la position fortifiée dans laquelle se trouvaient les mitrailleuses.
La troisième composante de la 17e division aéroportée qui prit part à l'opération fut le 194e régiment d'infanterie des planeurs, sous le commandement du colonel James Pierce. Le régiment atterrit à l'endroit prévu, dans la zone S, mais leurs planeurs et leurs avions-remorques subirent de lourdes pertes ; 12 transports C-47 furent perdus sous les feux des batteries antiaériennes, lesquels endommagèrent également 140 aéronefs. Le régiment atterrit au milieu de plusieurs batteries d'artillerie allemandes qui se battaient contre les forces terrestres alliées qui traversaient le Rhin. Plusieurs planeurs furent ainsi visés par des pièces d'artillerie allemandes dont les canons étaient pointés en vue d'un feu direct. Ces batteries d'artillerie et leurs équipes furent neutralisées par les troupes des planeurs et le 194e régiment fut rapidement en mesure de confirmer que ses objectifs avaient été sécurisés et que 42 pièces d'artillerie, 10 chars, 2 canons antiaériens chenillés et 5 canons chenillés avaient été détruits.

## Les conséquences

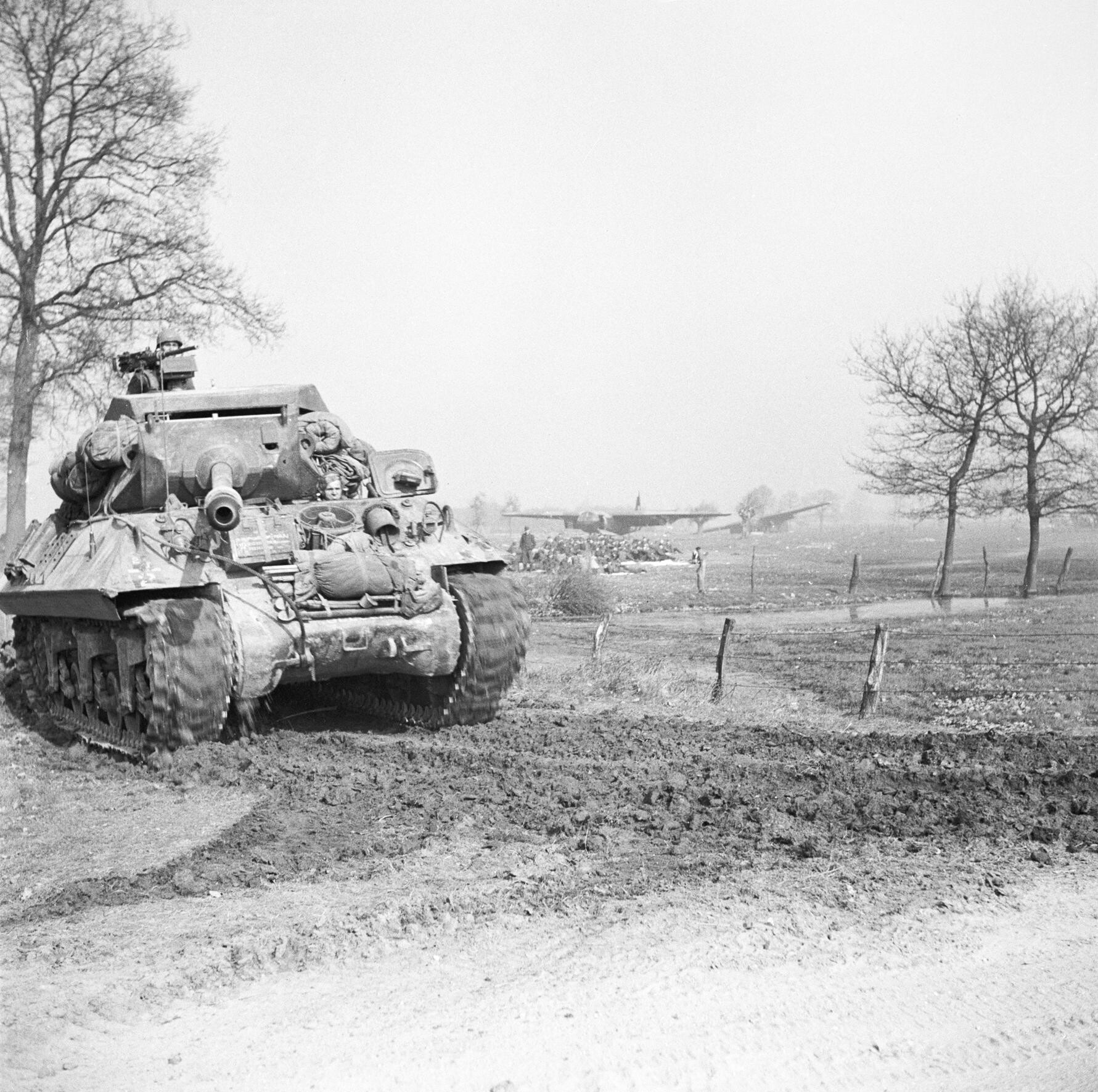
Un Achilles 17pdr SP sur la rive orientale du Rhin remonte le fleuve pour rejoindre les forces aéroportées, dont on peut voir, au fond, les Horsa.

L'opération aéroportée à grande échelle Varsity fut couronnée de succès. Tous les objectifs qui avaient été fixés aux troupes aéroportées furent pris et conservés, généralement en quelques heures après le début de l'opération. Les ponts sur l'Ijssel furent pris, bien que l'un d'entre eux ait plus tard été détruit pour empêcher sa capture par les forces allemandes qui contre-attaquaient. La forêt de Diersfordter avait été vidée des troupes ennemies et les routes par lesquelles les Allemands auraient pu envoyer des renforts contre l'avancée avaient été coupées par les troupes aéroportées. Enfin, Hamminkeln, la commune qui dominait la région et par laquelle devait passer toute avancée, avait été sécurisée par des unités aéroportées. À la tombée de la nuit du 24 mars, la 15e division d'infanterie écossaise avait rejoint des éléments du 6e aéroporté et à minuit, un premier pont léger avait été construit sur le Rhin. Le 27 mars, 12 ponts pouvant soutenir de l'armement lourd avaient été installés sur le Rhin et les Alliés disposaient de 14 divisions sur la rive orientale du Rhin, jusqu'à 16 km à l'intérieur des terres. Selon le major-général Fiebig, officier aux commandes de l'une des formations allemandes, la 84e division d'infanterie, les forces allemandes qui défendaient la région furent très surprises de la vitesse avec laquelle les deux divisions aéroportées parachutèrent leurs troupes, expliquant que leur apparition soudaine eut « un effet dévastateur » sur les défenseurs, en infériorité numérique. Il révéla, au cours de son interrogatoire, que sa division avait été gravement réduite et qu'elle ne comptait plus que 4 000 hommes.
La 17e division aéroportée gagna sa quatrième médaille d'honneur dans les jours qui suivirent l'opération, lorsque le sergent technique Clinton M. Hedrick du 184e régiment de planeurs d'infanterie reçut cette récompense à titre posthume après avoir contribué à la capture du château de Lembeck, lequel avait été transformé en position fortifiée par les Allemands.

### Pertes
Les pertes subies par les deux formations aéroportées furent relativement lourdes, bien qu'inférieures à ce qui était escompté. À la tombée de la nuit du 24 mars, la 6e division aéroportée avait subi la perte de 1 400 hommes tués, blessés ou manquants sur un total de 7 200 participants à l'opération. La division déclara aussi avoir fait environ 1 500 prisonniers de guerre. La 17e division aéroportée subit un taux de perte similaire d'environ 1 300 sur 9 650 hommes et elle déclara avoir fait 2 000 prisonniers de guerre. Cela constitue donc un total d'environ 3 500 prisonniers de guerre pour les deux formations aéroportées durant l'opération. Entre le 24 et le 29 mars, le 17e aéroporté subit un total de 1 346 pertes. Les forces aériennes impliquées dans l'opération subirent aussi des pertes ; 56 aéronefs au total furent perdus le 24 mars, 21 des 144 avions qui transportaient la 17e aéroportée furent abattus et 59 furent endommagés par les feux antiaériens. De plus, 16 bombardiers de la 8e Airforce furent abattus lors du parachutage de l'équipement.

### Récompenses
Dans le système britannique de récompenses de bataille et dans celui du Commonwealth, il n'y a pas de récompense distincte pour un service dans le cadre de l'opération Varsity. Les unités qui y prirent part furent incluses dans les récompenses attribuées entre 1956 et 1959 à toutes les unités qui participèrent à la traversée du Rhin entre le 23 mars et le 1er avril 1945. Rhine ou The Rhine a été plus tard traduit par « Le Rhin » pour les unités canadiennes-françaises.

## Éloges reçus après la guerre
Les observateurs contemporains et les historiens s'entendent généralement sur le succès de l'opération Varsity. Le général Eisenhower l'a qualifiée de « plus grande réussite d'une opération aéroportée à ce jour » et un observateur a plus tard écrit que l'opération a fait montre « du plus haut niveau de développement atteint par des unités aéroportées et de transport de troupes ». Dans le résumé officiel de l'opération, le major-général Ridgway écrivit que l'opération avait été un sans-faute et un succès, puisque les deux divisions aéroportées impliquées avaient détruit des défenses ennemies qui, autrement, auraient nécessité plusieurs jours de combat pour être réduites.
Plusieurs historiens modernes ont fait les louanges de l'opération et des améliorations apportées pour Varsity. G.G. Norton affirme que l'opération put bénéficier des leçons tirées des opérations précédentes. Brian Jewell abonde dans le même sens, en affirmant que des leçons avaient été tirées de l'opération Market Garden puisque les forces aéroportées étaient groupées et furent lâchées rapidement, donnant ainsi peu de temps à la défense pour récupérer. Norton ajoute que des améliorations furent apportées pour appuyer les troupes aéroportées : il remarque qu'un grand nombre de pièces d'artillerie était disponible pour couvrir les atterrissages et les troupes aéroportées. Il souligne également le développement d'une technique qui permit à des brigades entières d'atterrir en groupes tactiques, leur conférant une plus grande flexibilité. Le parachutage des troupes aéroportées, après l'ouverture d'une brèche sur le Rhin par les forces au sol, permit aussi de faire en sorte que les troupes aéroportées n'aient pas à combattre trop longtemps, ce qui constitue une amélioration majeure par rapport à la manière d'opérer de l'opération aéroportée de grande envergure précédente : l'opération Market Garden.

## Critiques
Malgré un grand nombre de félicitations et d'éloges officiels à l'égard du succès de l'opération, un certain nombre de critiques ont été faites sur l'opération et les erreurs qui ont été commises. Plusieurs historiens militaires ont émis des doutes sur la nécessité de l'opération et un historien, Barry Gregory, va jusqu'à affirmer que « l'opération Varsity n'était absolument pas nécessaire... » Un autre historien, James A. Huston, affirme que « si les mêmes ressources avaient été utilisées au sol, il est possible que l'avancée vers l'est aurait été plus rapide qu'elle ne l'a été. »

### Pénuries d'aéronefs
L'un des échecs de l'opération fut le manque criant d'avions de transport pour l'opération, défaut qui ne fut pas corrigé et qui handicapa toutes les opérations aéroportées de grande envergure conduites par les Alliés. Dans la planification initiale de Varsity, une division aéroportée supplémentaire, la 13e, avait été incluse. Toutefois, un manque d'avions de transport pour parachuter la division entraîna son exclusion du plan définitif. En raison du problème non résolu du manque d'avions de transport, on dut ainsi se passer du tiers des troupes prévues, ce qui affaiblit la formation aéroportée. Dans le cas présent, toutefois, les troupes aéroportées s'avérèrent suffisantes pour anéantir la défense. Certains historiens ont commenté cet échec. Gerard Devlin affirme qu'en raison de ce manque d'aéronefs, les deux divisions restantes durent assurer seules la conduite de l'opération.

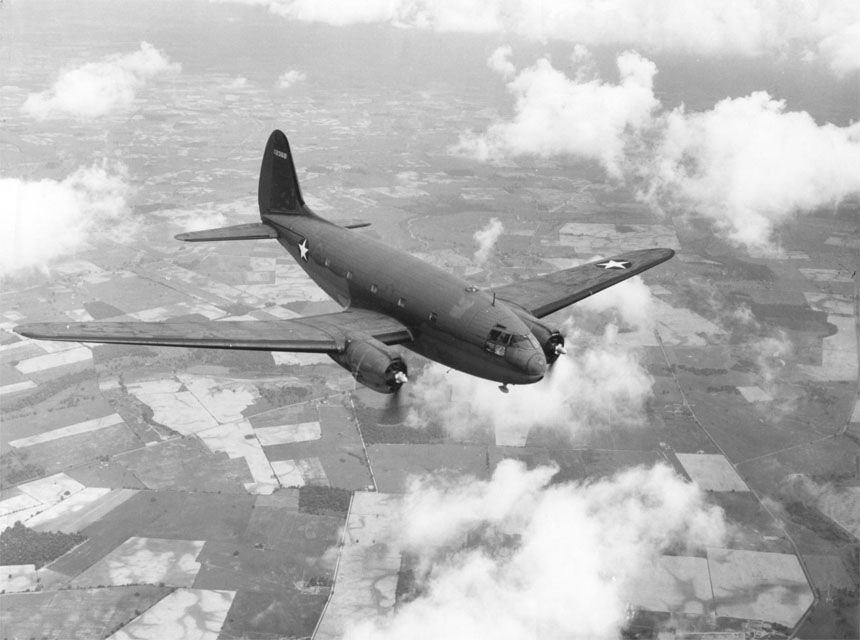
Avion C-46 Commando en vol.

Le manque d'aéronefs ne fut pas le seul défaut relatif au transport des troupes aéroportées ; plusieurs des transports utilisés n'étaient ni fiables ni stables. Comme le note Peter Harclerode, l'avion de transport Commando C-46, utilisé depuis peu, avait des ailes mal conçues : les fuites de carburant avaient tendance à s'accumuler à leur base, et si l'avion était touché, elles pouvaient s'enflammer. Les conséquences de cette mauvaise conception furent désastreuses : des 72 Commando C-46 transportant le 513e régiment d'infanterie parachuté, 57 furent touchés et 19 brûlèrent. Le manque d'avions de transport constitua donc un défaut majeur de la planification et de l'exécution de l'opération, de même que le manque de fiabilité des nouveaux aéronefs en opération.

### La lourdeur des pertes
L'autre problème rencontré dans le cadre de l'opération Varsity, commenté par les historiens et les observateurs contemporains, est l'ampleur des pertes subies par les troupes au cours de l'opération. Cela est probablement dû au fait que l'opération fut lancée en plein jour, plutôt qu'au cours de la nuit. Les parachutages furent effectués de jour, principalement parce que l'on estimait que les chances de succès de l'opération en seraient améliorées, puisque les troupes seraient moins dispersées. Toutefois, l'atterrissage des troupes et en particulier des planeurs sans la couverture de la nuit les rendit extrêmement vulnérables aux tirs antiaériens. L'histoire officielle des divisions aéroportées britanniques fait ressortir le coût de ce choix, en affirmant que des 416 planeurs qui atterrirent, seulement 88 s'en tirèrent sans dommages causés par les tirs ennemis et qu'environ 20 à 30 % des pilotes de planeurs comptent parmi les pertes. Un autre historien affirme que l'atterrissage des planeurs en plein jour fut une calamité, le 194e régiment de planeurs d'infanterie ayant eu les deux tiers de ses planeurs touchés par les tirs au sol et ayant subi de lourdes pertes lors de l'atterrissage. Le taux de pertes fut encore augmenté par la lenteur avec laquelle les planeurs eux-mêmes furent lâchés et descendirent et en raison du remorquage par chaque aéronef de deux planeurs, ce qui les ralentit encore plus, le temps nécessaire pour lâcher une unité de planeur était de 3 à 4 minutes supérieur à celui qui est nécessaire pour une unité parachutée. Les planeurs étaient donc vulnérables aux canons antiaériens.

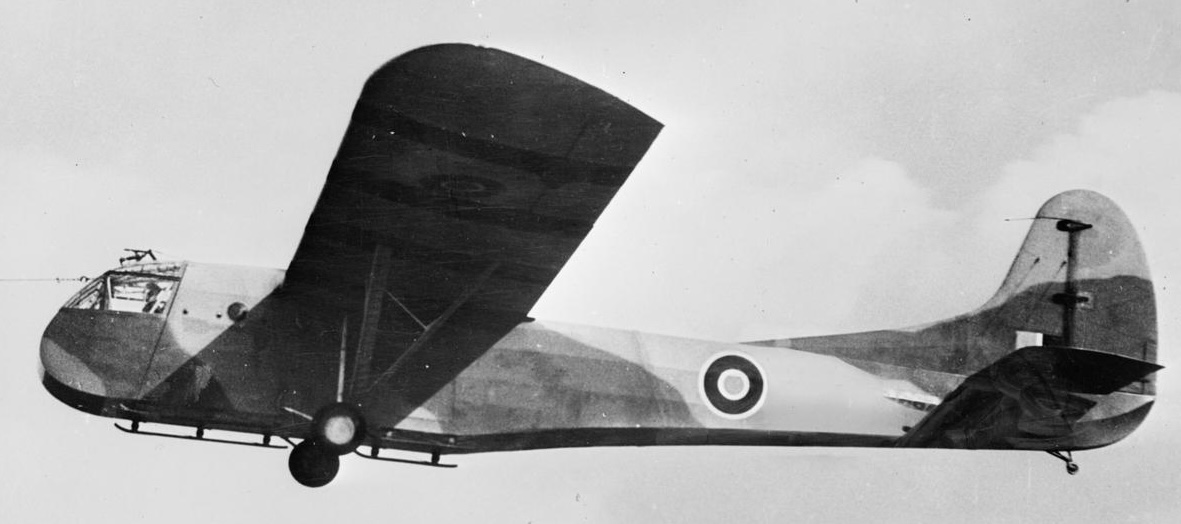
Un planeur Waco CG-4 britannique.

Le lieutenant-colonel Otway, qui a écrit une histoire officielle des forces aéroportées britanniques durant la Seconde Guerre mondiale, indique que l'opération Varsity a fait ressortir la vulnérabilité des unités de planeurs. Ils se présentaient en sous-unités complètes et étaient en mesure de se déplacer plus rapidement que les unités aéroportées parachutées, mais ils constituaient des cibles faciles pour les tirs antiaériens et pour les armes à courte portée une fois au sol. Otway en conclut que dans les opérations futures, les troupes parachutées devraient sécuriser les zones d'atterrissage avant l'arrivée des unités de planeurs. Ainsi, en choisissant de réaliser les atterrissages en plein jour, les planificateurs alliés causèrent des pertes beaucoup plus lourdes, particulièrement dans les unités de planeurs. L'opération souffrit également des faiblesses du pilotage. Même si le pilotage fut nettement supérieur à celui des opérations de Sicile et de Normandie, les pilotes commirent aussi des erreurs graves, surtout en considérant le fait que le parachutage fut effectué en plein jour. Une erreur sérieuse fut ainsi commise par les pilotes des transports du 513e régiment d'infanterie parachuté, qui lâchèrent la majeure partie du régiment à plusieurs kilomètres de sa zone désignée, dans les zones britanniques.